# Онейротерапия
Онейротерапи́я (от др.-греч. ὄνειρος — сновидение + θεραπεία — лечение) — наука о лечении сновидениями в Древней Греции.
В древней Греции бог врачевания Асклепий удостаивался особого почитания. Центры культуры, святилища Асклепия (асклепионы) строились в местах выбранных для этого служителями культа и строились в полезных для здоровья местах — в лесу, у целебных источников в живописной местности. Эти святилища одновременно выполняли роль лечебниц. Асклепионы стали первыми и самыми главными местами для практики лечения сновидениями — онейротерапии. Онейротерапевтические знания священнослужителя передавали по наследству от отца к сыну или от учителя к ученику. В асклепионах находился оракул, место обретения божественного прорицания, а навыки онейротерапии считались секретными.
Одно из самых значимых святилищ находилось на острове Кос. Целители этого храма являлись прямыми потомками Асклепия и носили имя асклепиадов. На этом же острове жил и работал в V—IV веке до н. э. Гиппократ.
Искусство врачевания непосредственно связано с историей святилищ асклепия. Пациенты, приходившие на лечение и проходили определённый этап подготовки к онейротерапии. Страждущие выздоровления сначала должен был очиститься и смыть с себя старые грехи. Очищение состояло из ежедневных омовений, производимых особенным образом под строгим наблюдением богослужителей, затем следовал строгий многодневный пост, заключительным этапом служило омовение в источнике, который существовал в каждом асклепионе. После чего следовал обряд жертвоприношения, и только затем больной допускался в храм. Подготовительный этап занимал от нескольких дней до нескольких месяцев, в зависимости от проблемы с которой пришел пациент, подготовительный этап не всегда мог закончится ночью в храме, богослужитель — онейротерапевт должен был оценить чистоту души и стремлений страждущего. Тем же, кто все же достиг основного этапа предстояло провести ночь в храме, созерцая сны. На следующий день священник — терапевт-онейрокритик их истолковывал, объясняя требования богов и предписывая лечение.
Один из самых знаменитых потомков Асклепия стал Артемидор Далдианский, автор «Онейрокритики». Артемидор был рождён в Эфесе и жил в I—II веке до н. э. Онейрокритика — сочинение, посвященное толкованию сновидений, представляет собой 5 книг, целиком, дошедшие до нашего времени. Первые три тома посвящены Кассию Максимскому — вероятно, речь идет о софисте Максиме Тирском. Последние две книги Аретемидор посвящает своему сыну Артемидору, рассказывая ему о науке толкования снов. В тексте Артемидор обращается на тот момент уже древним авторам, цитируя Гемина Тирского, Никострата Эфесского, Панасия Галикарнасского, Александра Миндского и других древних снотолкователей. Первенство Артемидора объясняется тем, что «Онейрокритика» числится единственным сохранившимся до наших дней памятником этого жанра.